# Roussillonnais
 (mars 2024).
Pour l’article homonyme, voir Roussillonnais (habitants).

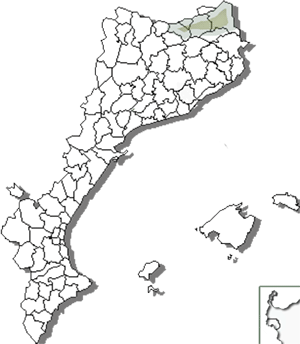
Situation du roussillonnais sur une carte du domaine linguistique catalan.

Le roussillonnais (rossellonès), nord-catalan ou catalan septentrional est un dialecte constitutif du catalan parlé dans le Roussillon, le Conflent, le Vallespir et le Capcir, territoire également dénommé Catalogne nord. Il est rattaché au bloc dialectal oriental.
Au sens strict, le terme « roussillonais » désigne en théorie uniquement le catalan parlé dans la plaine du Roussillon, mais il tend en pratique à désigner les modalités parlées dans les zones susmentionnées conformément à l'habitude des linguistes spécialistes qui se trouve justifiée d'un point de vue dialectologique. Dans le Capcir est parlé le capcinois, caractérisé par la présence accrue d'occitanismes.
Les particularités du catalan septentrional s’expliquent en grande partie par le contact prolongé de cette langue avec le languedocien et puis par l’imposition du français. En effet, selon l’avis de nombreux linguistes, les spécificités de la variante roussillonnaise proviennent, soit de la présence (absorption ?) de nombreux éléments de languedocien, soit du bilinguisme (catalan-français) des locuteurs roussillonnais qui facilite certaines interactions entre les deux langues, souvent au détriment du catalan.
Parler d'occitanismes pour du vocabulaire est malaisé, bon nombre de ces mots relèvent probablement d'une forme de latin commune au Roussillon et au Languedoc. Que la proximité languedocienne ait aidé à conserver des mots communs avec l'occitan dans le roussillonnais c'est évident, mais ça ne suffit pas pour en faire des occitanismes, sauf évidemment dans une posture idéologique qui voudrait que ledit catalan septentrional ait souffert de la contamination occitane via l'emprunt.[réf. nécessaire]
Ainsi, les conséquences d’une telle situation sur la langue consistent, d’une part, en de nombreuses interférences inhérentes au bilinguisme, et, d’autre part, en des emprunts faits au languedocien puis au français, mais aussi à l’espagnol comme dans tous les territoires de langue catalane au contact du domaine linguistique hispanique (de fait, tous les territoires excepté l'Alguer/Alghero, enclave linguistique catalane en Sardaigne, qui du fait de sa situation a subi l'influence du sarde et de l'italien).[réf. nécessaire] Selon le type d’effets qu’elles produisent ces conséquences se déclinent de la manière suivante : 
– un emploi particulier de certains termes catalans, ainsi que l’intégration de termes français et languedociens dans la langue parlée ;
– une certaine francisation dans l’emploi des temps du passé ;
– la formation d’expressions nouvelles.

## Usage
En raison de la forte présence du français, seule langue officielle dans l'État français, le roussillonnais présente le plus faible taux en compétences linguistiques du territoire catalan. La langue s'y trouve dans une situation précaire : elle est essentiellement parlée en milieu rural et la transmission familiale de la langue a été totalement interrompue depuis 30 ans. Selon une enquête de la Generalitat de Catalunya (Généralité de Catalogne = une des communautés autonomes d'Espagne) réalisée en 2004, 68,9 % des habitants de la Catalogne Nord affirmaient comprendre le catalan, 37,1 % le parler, 31,4 % le lire, et 10,6 % l'écrire. En 2009, 13,9 % des élèves de l'éducation primaire ou secondaire de la région avaient reçu un enseignement de ou en catalan,,.

## Description phonétique
- Le trait le plus remarquable du catalan roussillonnais est la prononciation du  o  fermé tonique comme [u]. Ainsi, la phrase « el pont del Canigó » prononcée en catalan standard [əl pɔn dəl kəniˈgo] sera prononcée [əl pon dəl kəniˈgu].
- Le système vocalique roussillonnais se réduit, comme en castillan, aux cinq voyelles  a, e, i, o, u . Il ne s’agit pourtant pas là d’une influence du castillan.
- Caractéristique unique en catalan, la variante roussillonnaise tout comme l'occitan n'admet pas de mots accentués sur l'antépénultième syllabe (mots dits " esdrúixols "). Ainsi, ces vocables perdent à l'écrit leur accent diacritique tonique :  època  devient en roussillonnais écrit  epoca ,  música  devient  musica , et la prononciation se rapproche du français avec le  a  final atone prononcé fermé comme un  e .

Cette particularité du roussillonnais provoque également la formation d’adjectifs tels que  classique  qui diffère du terme sud-catalan  clàssic  puisque ce dernier a une forme féminine en accord = > clàssica , alors qu'en roussillonnais, tout comme en français, de  facto  c'est la forme neutre qui vaut pour les 2 genres.
Mais on peut également citer d’autres cas tels que  fàcil  et  difícil  devenus en roussillonnais  facil·le  et  dificil·le , avec la caractéristique phonétique de la duplication de la prononciation du  l  rendue à l'écrit par le point intermédiaire => [facil-lə]. De manière générale, tous les adjectifs terminés en « ile » ou « ique » suivent en catalan septentrional une telle transformation :  util·le  #  útil ,  comique  #  còmic ,  sintetique  #  sintétic ,  cientifique  #  científic , etc.). 
- On notera aussi que la disparition de la lettre  l  quand elle est placée devant un  t  est un phénomène relativement fréquent, à l’origine de mots tels que : [escou'ta]  pour  [escol'ta / escoltar] (écouter) ou [mu'tu/mu'tun]  pour  [moltó] (mouton). On peut très certainement y voir l'influence du français, à la prononciation très proche pour ces vocables.

- Toujours à propos de disparition de lettre, on note le cas du  x  en position finale dans des mots tels que  peix  (poisson),  calaix  (tiroir), qui en roussillonnais deviendront respectivement  pei  [pej] et  calai  [kalaj].

- On retrouve en roussillonnais, comme en majorquin, la réduction en  i  des mots terminés par la diphtongue  ia  atone. Ainsi,  història,  ràbia  et  gràcia  deviendront  histori,  rabi  et  graci.

- Enfin, a contrario  dans certains cas très marginaux le locuteur roussillonnais rajoute à la prononciation standard un  t  final, qui n'a rien d'étymologique, comme par exemple [salt], [durt], ['apit] —  sel, dur, céleri  — mais ces vocables ne souffrent d'aucune modification à l'écrit par rapport à la graphie normalisée commune  sal,  dur, api.

## Morphosyntaxe
- En roussillonnais, au contraire des autres variantes catalanes, les adjectifs possessifs mon, ton, son, ma, ta, sa sont couramment utilisés à l’oral, de même que les pronoms possessifs llur, llurs. De plus, sont employées les formes plurielles mes, tes, ses complémentaires de la série précédente mon, ton, son, etc., mais qui n'existent pas dans les autres parlers catalans.

- On notera également le fait que les possessifs meu, teu, seu sont normalement les formes masculines mais elles peuvent être utilisées en remplacement des formes féminines meva, teva et seva de ces mêmes possessifs : par exemple meu casa en parallèle à ma casa et la meva casa, cette dernière formulation étant la plus courante, la standard dans toute l'aire catalane.

- D’autre part, la place de ces déterminants peut changer, et de facto c'est majoritairement la réalité. Ainsi, alors qu’un Barcelonais (ne) dira (que) «  fill meu!  » ou «  Déu meu!  », un Roussillonnais préfèrera, quant à lui, inverser l’ordre des mots, et dira «  mon fill !  » et «  mon Déu ! ».

- Enfin, le roussillonnais partage avec le valencien la variante vélarisée de ces possessifs féminins : meua = meva, teua = teva et seua = seva , prononcés [mɛwə, tɛwə, sɛwə] au lieu de [mɛbə, tɛbə, sɛbə], avec bien sûr les formes plurielles correspondantes : meues, teues, seues.

- L’une des caractéristiques marquantes du roussillonnais est la survivance de pluriels masculin en « os » pour les démonstratifs, certains interrogatifs et le pronom personnel correspondant à  eux. Ainsi, on notera l’existence des formes aquestos, aqueixos (1*), aquellos et ellos pour aquests, (*1) et ells, et quinos, quantos pour quins et quants.

(*1) : aqueixos est un faux pluriel, un pur régionalisme roussillonnais ou un archaïsme puisque la forme plurielle masculine standard de aqueix n'existe pas (ou plus), alors que oui au féminin : aqueix > aqueixa > aqueixes.      
- Comme à Majorque, le roussillonnais conserve quelcom (catalan central alguna cosa, aux Baléares qualque cosa). Il emprunte au français le n’importe qui, n’importa què, n’importa quan, n’importe com, qui correspondent à qualsevol, qualsevol cosa, a qualsevol moment et de qualsevol manera ».

- Les ordinaux [trouasième], [quatrième] et [cinquième], issus du français, remplacent en roussillonnais les standards tercer, quart et cinquè. Les formes desesset, desevuit et desenou ont été conservées du catalan médiéval, face aux formes évoluées disset, divuit et dinou.

- Le roussillonnais n’utilise que les formes pleines du me, ou élidées comme m’, quelle que soit sa position, ce qui donne :

– « me fa pena » au lieu de « em fa pena » en catalan central ;
– « truca-mé després » au lieu de « truca’m després ».

- En catalan, on sait que l’enclise est obligatoire à l’impératif, au gérondif et à l’infinitif, alors qu’en roussillonnais elle n’est obligatoire qu’à l’impératif[5]. Le roussillonnais partage cette caractéristique avec le français. Ainsi, on dit :

- « M’ha demanat de li comprar el llibre » au lieu de « Em va demanar de comprar-li un llibre » (cette formulation est donnée à titre comparatif, elle n'est pas incorrecte mais en accord avec la grammaire normalisée, ici ce serait plutôt le subjonctif imparfait comme mode et temps employés, soit « Em va demanar que li comprés un llibre »).
- Ou encore : « He pujat al poble, en li contant tota la història », au lieu de « He pujat al poble contant-li tota la història ».

- En roussillonnais, de nombreux verbes de la seconde conjugaison font leur participe passé à la manière des verbes de la troisième conjugaison. Citons notamment, mereixit, coneixit, naixit, pareixit et creixit, (p.p de mériter, connaître, naître, paraître et croître) qui en catalan central (et dans la plupart des autres dialectes) correspondent à merescut, conegut, nascut, paregut et crescut.

- Alors que dans le reste des pays catalans, la négation se fait avec le  no, le roussillonnais utilisera comme en français et en languedocien le pas. Ainsi, le « no vull » barcelonais, valencien et insulaire deviendra « vull pas », et le « no faré », « faré pas »

## Modèle de conjugaison
a - Première conjugaison :
| Présent de l'indicatif                              | Imparfait de l’indicatif                                        | Conditionnel                                                         | Pretèrit perfet perisfràstic                                                 | Imparfait du subjonctif                                             |
| --------------------------------------------------- | --------------------------------------------------------------- | -------------------------------------------------------------------- | ---------------------------------------------------------------------------- | ------------------------------------------------------------------- |
| - canti - cantes - canta - cantem - canteu - canten | - cantavi - cantaves - cantava - cantaven - cantàveu - cantaven | - cantariï - cantaries - cantaria - catarien - cantaríeu - cantarien | - vai cantar - vas cantar - va cantar - vem cantar - veu cantar - van cantar | - cantessi - cantesses - cantés - cantéssem - cantésseu - cantessen |

b - Seconde conjugaison :
| Présent de l'indicatif                             | Imparfait de l’indicatif                                  | Conditionnel                                                    | Pretèrit perfet perisfràstic                                           | Imparfait du subjonctif                                                                                            |
| -------------------------------------------------- | --------------------------------------------------------- | --------------------------------------------------------------- | ---------------------------------------------------------------------- | --- |
| - perdi - perdes - perd - perdem - perdeu - perden | - perdiï - perdies - perdia - perdien - perdíeu - perdien | - perdriï - perdries - perdria - perdrien - perdríeu - perdrien | L’auxiliaire se conjugue de la même manière à toutes les conjugaisons. | - perdés/perdessi - perdessis/perdesses - perdés - perdéssim/perdessen - perdéssiu/perdésseu - perdessin/perdessen |

c - Troisième conjugaison :
| Présent de l'indicatif (inchoatifs)                           | Imparfait de l’indicatif                                  | Conditionnel                                                          | Pretèrit perfet perisfràstic                                           | Imparfait du subjonctif                                                                                             |
| ------------------------------------------------------------- | --------------------------------------------------------- | --------------------------------------------------------------------- | ---------------------------------------------------------------------- | --- |
| - serveixi - serveixes - servei - servim - serviu - serveixen | - serviï - servies - servia - servien - servieu - servien | - serviriï - serviries - serviria - servirien - serviríeu - servirien | L’auxiliaire se conjugue de la même manière à toutes les conjugaisons. | - servís/servissi - servissis/servisses - servís - servíssim/servissen - servíssiu/servísseu - servissin/servissen. |

d - Le verbe être : sere, estre (ser ou ésser en catalan central)
| Présent de l'indicatif                   | Imparfait de l’indicatif                      | Conditionnel                                        | Pretèrit perfet perisfràstic                                           | Imparfait du subjonctif                                                                                            |
| ---------------------------------------- | --------------------------------------------- | --------------------------------------------------- | ---------------------------------------------------------------------- | --- |
| - sun 1. - ets/es - és - sem - seu - són | - eri - eres/érets - era - érem - éreu - eren | - seriï - series - seria - seríem - seríeu - serien | L’auxiliaire se conjugue de la même manière à toutes les conjugaisons. | - sigués/siguessi - siguessis/siguesses - sigués - siguéssim/siguéssem - siguéssiu/siguésseu - siguessin/siguessen |

Gérondif : siguent
Participe passé : sigut
e - Se passejar (passejar-se)
| Présent de l'indicatif                                                                                               | Plusquamp. D’indicatif                                                                                           | Futur composé |
| --- | --- | --- |
| - me sun passejat - t’ets (t’et) passejat - s’és passejat - nos sem passejats - vos seu passejats - se són passejats | - m’eri passejat - t’eres passejat - s’era passejat - nos érem passejats - vos éreu passejats - s’eren passejats | - me seré passejat - te seràs passejat - se serà passejat - nos serem passeats - vos sereu passeats - se seran passejats |

Remarquons enfin que de nombreux verbes de mouvement se conjuguent comme en français avec l'auxiliaire être.
f - Le verbe avoir :
| Présent de l'indicatif                                | Présent du subjonctif                         | Conditionnel                                              |
| ----------------------------------------------------- | --------------------------------------------- | --------------------------------------------------------- |
| - he/hai - has - ha - havem (hem) - haveu (heu) - han | - hagi - hages - hagi - hagem - hageu - hagen | - hauriï - hauries - hauria - haurien - hauríeu - haurien |

1. Nous recommandons la graphie (jo) "sóm" (prononcé 'sun' selon la phonétique roussillonnaise) pour différencier du (nosaltres) "som" du catalan central et Baléares.
Quelques remarques sur la francisation de l’emploi des temps verbaux :
- Le roussillonnais, comme le français, utilise l’infinitif de narration.
- Le roussillonnais tend à utiliser indifféremment le « prétérit indéfini » et le « prétérit parfait ».

Par exemple :
- « Avui, vam llegir un llibre », au lieu de « Avui, hem llegit un llibre ».
- « Ahir, he treballat tota la tarda », au lieu de « Ahir, vaig treballar tota la tarda ».

D’autre part, la construction du futur immédiat est identique en roussillonnais et en français. Dès lors, la construction catalane " anar + a + infinitif ", se réduit en roussillonnais à " anar + infinitif ", ce qui provoque parfois des confusions, car « vam treballar » peut, en roussillonnais, aussi bien dire « nous allons travailler » que « nous avons travaillé » .

## Vocabulaire et lexique du roussillonnais

### Les emplois particuliers de termes catalans
Trois exemples très simples illustreront les effets du bilinguisme sur le catalan roussillonnais.
- Premier exemple, veu et via.

Ainsi, alors qu’il est très facile en catalan de distinguer oralement ces deux mots, les deux termes français correspondants (voix et voie) sont des homophones. Pour cette raison, il a pu être observé à l’oral une confusion des deux termes français et une raréfaction en catalan du terme " via " au profit d’une utilisation exclusive du mot " veu ". On pourra pour cette raison entendre des phrases telle que « el tren arriba a la veu A ».
- Deuxième exemple : preu et premi, issus du verbe premiar (récompenser en français).

Le premier terme exprime, par exemple, la valeur d’un objet. Quant au second, il s’utilise essentiellement dans le monde académique et est synonyme de récompense (un prix littéraire, prix Nobel, etc.). Cependant, les deux termes se traduisent en français par un seul et même terme : prix. Pour cette raison, le roussillonnais tend ici encore à confondre les deux termes, et préfèrera en catalan l’usage exclusif de " preu ", ce qui explique son utilisation dans des formules telles que « un preu literari ».
- Troisième exemple : l’utilisation d’estimar.

Alors que toutes les variantes de catalan, occidentales comme orientales, utilisent les verbes estimar et agradar afin de distinguer l’affection ou l’amour que l’on porte à une personne et l’intérêt que peut susciter un lieu ou un objet, le roussillonnais emploiera dans un cas comme dans l’autre le verbe estimar. Dérivée du français, cette utilisation est identique à celle du verbe aimer qui s’emploie indifféremment pour les objets, les lieux et les personnes. Il sera par conséquent possible d’entendre des phrases telles que : « Jo, estimo els burros » (= j'aime les ânes), alors qu’un catalan du Sud des Pyrénées dirait « M’agraden els burros ».

### Le vocabulaire roussillonnais
Le vocabulaire roussillonnais abonde de termes empruntés au français. Parmi les plus courants, on peut notamment citer les suivants (entre crochets [...] la prononciation approchée lorsque nécessaire et en vis-à-vis les vocables en catalan standard) :
- cahiet  = llibreta ;
- cartable [kartablə/kartaplə] = cartera ;
- craiun [krejun]  = llapis ;
- votura [vuturə] = cotxe ;
- jornal [jurnal] = diari (jornal en catalan c'est la paie d'une journée) ;
- salsissa / sosissa [susisə] = botifarra ;
- trotuart [trutwar] = voravia ;
- presque = gairebé ;
- a pu/poc prés [apupres/apɔkprs] = més o menys ;
- afrosament = espantosament ;
- agaçant [agasan/agasant] = empipador,
- assieta = plat ;
- xarmant [ʃarman] = encantador ;
- vitessa = velocitat ;
- usina [uzinə/yzinə] = fàbrica ;
- tupet [tupet] = barra ;
- survetllar [syrveʎa] / [surveʎa] = vigilar ;
- servieta = tovalló ;
- ruta [rutə] (plutôt un occitanisme pour le castillanisme 'carretera'),
- même = fins i tot ;
- se fatxar [sə faˈtʃa] = renyir, enfadar-se ;
- domatge [dumatʃə] = pena, dans le sens « és una pena que, és (un) pecat que... » => «  Quin domatge ! » = « Quina pena, Malaguanyat (-ada) ! ». Les sudcatalans, quant à eux, abusent du castillanisme '' llàstima '',
- contravenció/verbal [kontravanˈsju / bərˈbal] = multa ;

On rencontrera également de nombreux termes empruntés au languedocien, parmi lesquels figurent :
- let/leda = lleig/lletja = laid/laide ;
- veire [ˈbejrə] = got = verre (le récipient) ;
- belleu [beˈʎεu] = potser = peut-être ;
- jaupar [ʒawˈpa] = lladrar = aboyer :
- estonant [əstunant] = estrany = étrange ;
- ribera = riu = rivière (alors qu'en catalan standard ribera désigne la zone plus ou moins étendue proche du lit d'un cours d'eau ou de la mer = rive(s), rivage).

On retrouve aussi quelques mots castillans :
- ademés (provient de además = a més, demés = en plus, en outre ;
- hasta (copie conforme de l'espagnol), = fins = jusque, jusqu'à ;
- apoio (copie du castillan apoyo, mais prononcé [aˈpoju] = ajut = appui, aide ;
- atràs (qui est aussi un archaïsme du catalan et un occitanisme et appartient aussi au castillan) = darrera = derrière (préposition, adverbe) ;
- gasto ['gastu] = despesa = dépense ;
- desditxa [dəsˈditʃə] = infeliçitat = malheur ;
- ciego [sjɛgu] (copie conforme du vocable espagnol mais celui-ci se prononce [θjeɣo] = cec = aveugle ;

On soulignera enfin que le verbe eixir (sortir en catalan central), souvent considéré comme caractéristique du valencien, est également assez utilisé en Catalogne du nord en parallèle à sortir [suɾˈti], notamment dans la plaine du Roussillon et la Salanque ; c'est un reliquat médiéval issu du verbe latin exire avec même signification (Cf le verbe anglais to exit = sortir, quitter un lieu, de même provenance latine).